# NConf
NConf ist eine Open-Source-Software zur Konfiguration der Nagios Monitoring Software (und deren Fork Icinga). Die Software richtet sich primär an Systemadministratoren, die ihre Nagios-Konfiguration auf einfache Art über eine grafische Benutzerschnittstelle verwalten möchten, im Gegensatz zur üblichen manuellen Verwaltung mit einem Texteditor.
NConf erlaubt die zentrale Verwaltung einer verteilten Monitoring-Umgebung. Es bietet diverse Enterprise-Technologien an wie beispielsweise eine Benutzerauthentifikation über LDAP, eine Datenbank-API sowie die Verbreitung der verwalteten Konfiguration über sichere Protokolle (SCP, HTTPs). Ein Importmechanismus für existierende Nagios-Konfigurationen ist ebenfalls vorhanden.
NConf ist hauptsächlich in PHP und Perl geschrieben. Alle Daten werden in einer MySQL-Datenbank gespeichert. Die Software hat folgende Abhängigkeiten: Nagios, Apache Webserver, PHP, Perl und MySQL.

## Historie
Die Entwicklung von NConf begann 2006. Die Software wurde ursprünglich in-house entwickelt und ausschließlich von der Sunrise Communications AG, einem Schweizer Telekommunikations-Unternehmen, verwendet. 2009 entschied Sunrise die Software unter der GNU General Public License (GPL) zu veröffentlichen. Seit 2011 ist der NConf-Quelltext in einem öffentlichen Repository auf GitHub zugänglich.